# أبوسوم شمالي ثلاثي الخطوط
أبوسوم شمالي ثلاثي الخطوط (الاسم العلمي:Monodelphis americana)، هو نوع من الأبوسوم يتواجد في أمريكا الجنوبية.